# パトリック・クライファート
- パトリック・クライフェルト

パトリック・ステーフェン・クライファート（Patrick Steven Kluivert、1976年7月1日 - ）は、オランダ・アムステルダム出身の元プロサッカー選手、サッカー指導者。現役時代のポジションはフォワード（センターフォワード）。元オランダ代表。現在はサッカーインドネシア代表の監督を務める。
オランダ語読みに近いクライフェルトと表記されることもある。

## 初期の経歴
1976年7月1日、パトリック・クライファートはオランダの首都アムステルダムに生まれた。スリナムのCalcutta出身の父親はプロサッカー選手であり、母親はキュラソー島出身である。ストリートサッカーで技術を習得し、Schellingwoude というクラブに1年間通った後、7歳の時にアヤックス・アムステルダムの下部組織に入団した。この頃はディフェンダーなどのポジションでもプレーしていた。技術の高さやインテリジェンス、スピードなどが持ち味であったが、調子に波がありすぎることが欠点だった。

## クラブ経歴
アヤックス
1994年8月21日、18歳の時にトップチームのルイス・ファン・ハール監督に見出され、オランダ・スーパーカップのフェイエノールト戦でデビューした。この試合でトップチーム初得点を決めると、デビューシーズンの1994-95シーズンは高い得点能力を発揮し、デニス・ベルカンプ(93年移籍)、エドガー・ダーヴィッツ、クラレンス・セードルフ、エトヴィン・ファン・デル・サールなど同じ下部組織出身の若手選手たちとともにUEFAチャンピオンズリーグで旋風を巻き起こし、ついには優勝を果たした。ウィーンで行われた決勝のACミラン戦では途中出場して85分に決勝点を決め、クラブにとって22シーズンぶりとなる欧州でのタイトルを獲得した。1995年夏にはオランダ・スーパーカップとUEFAスーパーカップというふたつのスーパーカップを制覇し、1995年冬のインターコンチネンタルカップではグレミオFBPAをPK戦の末に破って世界一の座に輝いた。1995-96シーズンにはエールディヴィジ2連覇を果たした。
ACミラン
1997年、ボスマン・ルールを行使してイタリア・セリエAのACミランに移籍した。ユヴェントスとの親善試合で鮮烈なデビュー弾を決めて見せたが、1997-98シーズンはわずか6得点に終わった。1997年、激しい自動車事故を起こし、同乗していた演出家のカートン・パットマンが死亡した。クライファートは起訴され、運転免許の剥奪と社会奉仕活動を課された。
FCバルセロナ
1998年8月28日、移籍市場が閉まる直前にスペイン・リーガ・エスパニョーラのFCバルセロナと4年契約を結んだ。移籍金は875万ポンド。アヤックスで指導を受けたファン・ハール監督と再会し、1998-99シーズンのリーグ戦を制した。1999-2000シーズンにはリーグ戦3連覇を逃したものの、チーム内得点王となる15得点を挙げた。1998-99シーズンからはリバウド、ルイス・フィーゴと3トップを組むことが多く、2001-02シーズンにはリバウド、ハビエル・サビオラと3トップを組むことが多かった。トップ下としてプレーしたこともある。1998-99シーズンから2002-03シーズンまで5シーズン連続でリーグ戦15得点以上を挙げたが、2003年夏にフランク・ライカールト監督が就任して脱オランダ化を図り、パリ・サンジェルマンFCからロナウジーニョが加入したこともあって出場機会が減少した。2003-04シーズンはリーグ戦21試合の出場にとどまり、FCバルセロナ移籍後最少となる8得点に終わった。FCバルセロナでは6シーズンでリーグ戦182試合に出場して90得点を挙げた。2004年3月4日、FIFA100に選出された。
ニューカッスル・ユナイテッドFC
2004年7月21日、イングランド・プレミアリーグのニューカッスル・ユナイテッドFCに移籍し、チームの象徴であるアラン・シアラーとコンビを組んだ。ニューカッスルと契約した理由として、FCバルセロナ時代にUEFAチャンピオンズリーグの試合でニューカッスルと対戦し、その際に強い感情を受けたためだとしている。FAカップでは、2005年2月20日のチェルシーFC戦 (1-0)  や3月13日のトッテナム・ホットスパーFC戦 (1-0)  などで重要かつ華麗な得点を決め、ともに1-0で勝利している。2004-05シーズンには公式戦通算13得点を挙げたが、リーグ戦では14位に沈み、契約延長には至らなかった。
バレンシアCF
2005年夏、スペインのバレンシアCFに移籍した。2005-06シーズンは絶えず負傷に悩まされて202分間しか出場できず、2006年7月には移籍先を探すことを許された。
PSVアイントホーフェン

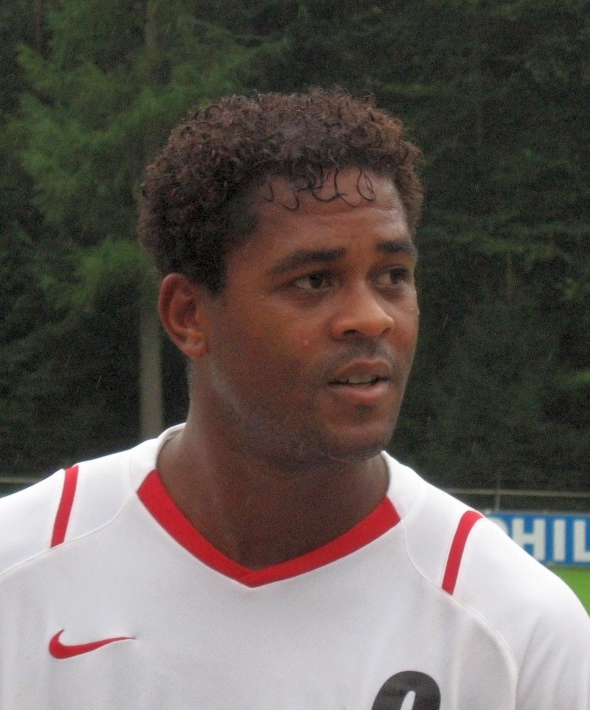
2006年 PSV在籍時のクライファート

2006年夏には古巣アヤックスへ復帰する噂もあったが、移籍市場終了直前の8月31日にアヤックスのライバルであるPSVアイントホーフェンと1年契約を結んだ。アヤックスの時と同じようにフェイエノールト戦 (2-1) で途中出場してデビューすると、ライバルクラブ出身のクライファートに対してスタンディングオベーションが贈られた。2006-07シーズンは前半戦だけで2度の負傷に悩まされ、出場機会を阻まれた。フィリップス・スタディオンで行われたアヤックス戦では古巣相手に得点したが、古巣に対しての愛情からゴールセレブレーションを拒否した。2007年7月、契約満了によりPSVを離れた。
LOSCリール・メトロポール
2007年7月25日、イングランドのシェフィールド・ウェンズデイFCのトライアル受験に誘われたが、これを拒否し、フランス・リーグ・アンのリールと契約を結んだ。若いチームに自身の経験を伝え、先発出場は10試合だったが4得点を挙げ、価値あるアシストを何度も決めてチームに貢献した。2008年5月、クロード・ピュエル監督に対してチームを離れる意向を示し、現役引退を発表した。

## 代表経歴
U-15、U-16、U-17オランダ代表に選ばれた経験がある。
UEFA EURO 1996
1995年にオランダA代表としてデビューし、UEFA EURO 1996出場メンバーにも選ばれたが、膝の負傷で満足にプレーできなかった。それでもグループリーグのイングランド戦ではデニス・ベルカンプのアシストから得点し、スコットランドを得点数の差で上回って決勝トーナメント進出を決めた。準々決勝のフランス戦はPK戦の末に敗れ、大会からの敗退が決まった。
1998 FIFAワールドカップ
1998 FIFAワールドカップにも出場したが、ベルギー戦ではロレンツォ・スターレンスに挑発され、肘打ちを見舞って退場処分を受けた。準々決勝のアルゼンチン戦では改心し、先制点を挙げて準決勝進出に貢献した。準決勝のブラジル戦でも輝きを見せ、ヘディングで同点ゴールを挙げたが、PK戦で敗れた。
UEFA EURO 2000
UEFA EURO 2000にも出場し、準々決勝のユーゴスラビア戦 (6-1) ではハットトリックを達成して相手を粉砕した。準決勝のイタリア戦で、オランダ代表は90分の間に2度もペナルティキックを蹴る機会があったが、2本とも外し（1本はクライファート）、PK戦にもつれ込んだ。PK戦でもオランダ代表の選手はなかなかゴールネットを揺らせず、2年前のブラジル戦や4年前のフランス戦と同じくPK戦の末に敗れた。自身は大会通算5得点を挙げ、ユーゴスラビア代表のサボ・ミロシェビッチとともに大会得点王に輝いた。
UEFA EURO 2004
UEFA EURO 2004にもやはり、背番号9番を付けて臨んだ。しかし、頑固なディック・アドフォカート監督はクライファートに出場機会を与えず、オランダ代表のフィールドプレーヤーとして唯一、試合に出場することがなかった選手であった。UEFA EURO 2004後に就任したマルコ・ファン・バステン監督からは2006 FIFAワールドカップ・ヨーロッパ予選には1試合も招集されなかった。

## 指導者経歴
2008年4月29日、オランダメディアはクライファートがオランダサッカー協会 (KNVB) の指導者養成コースに参加する可能性があると報じた。2008年7月18日、Goal.comはクライファートがAZアルクマールのコーチングスタッフの一員となる可能性を報じ、2009年3月21日にはサッカーAMのインタビューにてAZアルクマールでフォワードを指導している事を認めた。2010年1月24日、オーストラリア・Aリーグのブリスベン・ロアーFCで2週間限定で指導を行うことを発表した。同年5月19日、現役復帰の可能性があり得ないことをジャーナリストに伝えた。2010年8月、NECナイメヘンのアシスタントコーチに就任し、チームのフォワードを指導した。2011年6月にはFCトゥウェンテのユースチームの監督に就任した。また2012年夏よりオランダ代表のコーチも兼任し2014年まで務めた。
2015年3月5日、母親の故郷であるキュラソー島代表の監督(当初の役職はテクニカル･アドバイザー)に就任した。
キュラソーはクライファートのもとでワールドカップ予選第1ラウンドと第2ラウンドを突破したが、第3ラウンドでエル･サルヴァドルに敗戦して敗退。しかし好成績を残したことでキュラソーのフットボール協会は2016年2月23日にクライファートを正式に代表監督として迎え入れると発表した。
2016年5月6日にアヤックス・アカデミーの監督に2年契約で就任。しかし仕事に入る前に2016年7月にその契約を解除してパリ・サンジェルマンFCのフットボールディレクターに就任することが発表された。
2023年6月、アダナ・デミルスポルの監督に就任した。
2025年1月8日、申台龍の後任としてインドネシア代表監督に就任。契約期間は2年で延長オプションが付帯する。また、アレックス・パストールとデニー・ランツァートのオランダ人指導者2名とインドネシア人指導者2名がアシスタントコーチとしてスタッフ入りすることも決定した。

## 人物
- 最初の妻との間に3人の息子がいる。2007年9月24日、再婚相手との間に4人目となる息子が生まれた。
- 次男のジャスティン・クライファートもプロのサッカー選手である。
- オランダ代表のチームメイトであったルート・ファン・ニステルローイとは生年月日（1976年7月1日）と身長・体重が一緒である[20]。

## 個人成績
| クラブ                       | シーズン     | リーグ戦               | リーグ戦 | リーグ戦 | 国内カップ | 国内カップ | 国際大会 | 国際大会 | その他 | その他 | 合計 | 合計 |
| クラブ                       | シーズン     | ディヴィジョン         | 出場     | 得点     | 出場       | 得点       | 出場     | 得点     | 出場   | 得点   | 出場 | 得点 |
| ---------------------------- | ------------ | ---------------------- | -------- | -------- | ---------- | ---------- | -------- | -------- | ------ | ------ | ---- | ---- |
| アヤックス                   | 1994-95      | エールディヴィジ       | 25       | 18       | 1          | 1          | 10       | 2        | 1      | 1      | 37   | 22   |
| アヤックス                   | 1995-96      | エールディヴィジ       | 28       | 15       | 2          | 1          | 8        | 5        | 4      | 2      | 42   | 23   |
| アヤックス                   | 1996-97      | エールディヴィジ       | 17       | 6        | 1          | 0          | 4        | 2        | -      | -      | 22   | 8    |
| アヤックス                   | クラブ通算   | クラブ通算             | 70       | 39       | 4          | 2          | 22       | 9        | 5      | 3      | 101  | 53   |
| ミラン                       | 1997-98      | セリエA                | 27       | 6        | 6          | 3          | -        | -        | -      | -      | 33   | 9    |
| バルセロナ                   | 1998-99      | リーガ・エスパニョーラ | 35       | 15       | 3          | 1          | -        | -        | -      | -      | 38   | 16   |
| バルセロナ                   | 1999-00      | リーガ・エスパニョーラ | 26       | 15       | 2          | 1          | 14       | 7        | 2      | 2      | 44   | 25   |
| バルセロナ                   | 2000-01      | リーガ・エスパニョーラ | 31       | 18       | 5          | 2          | 12       | 5        | -      | -      | 48   | 25   |
| バルセロナ                   | 2001-02      | リーガ・エスパニョーラ | 33       | 18       | 0          | 0          | 17       | 7        | -      | -      | 50   | 25   |
| バルセロナ                   | 2002-03      | リーガ・エスパニョーラ | 36       | 16       | 0          | 0          | 15       | 5        | -      | -      | 51   | 21   |
| バルセロナ                   | 2003-04      | リーガ・エスパニョーラ | 21       | 8        | 2          | 0          | 3        | 2        | -      | -      | 26   | 10   |
| バルセロナ                   | クラブ通算   | クラブ通算             | 182      | 90       | 12         | 4          | 61       | 26       | 2      | 2      | 257  | 122  |
| ニューカッスル・ユナイテッド | 2004-05      | プレミアリーグ         | 25       | 6        | 6          | 2          | 6        | 5        | -      | -      | 37   | 13   |
| バレンシア                   | 2005-06      | リーガ・エスパニョーラ | 10       | 1        | 1          | 0          | 5        | 1        | -      | -      | 16   | 2    |
| PSV                          | 2006-07      | エールディヴィジ       | 16       | 3        | 2          | 0          | 3        | 0        | -      | -      | 21   | 3    |
| リール                       | 2007-08      | リーグ・アン           | 13       | 4        | 1          | 0          | -        | -        | -      | -      | 14   | 4    |
| キャリア通算                 | キャリア通算 | キャリア通算           | 343      | 149      | 32         | 11         | 97       | 41       | 7      | 5      | 479  | 206  |

## 代表歴

### 出場大会
- オランダ代表
  - 1998 FIFAワールドカップ

### 試合数
- 国際Aマッチ 79試合 40得点（1994年-2004年）[21]

| オランダ代表 | 国際Aマッチ | 国際Aマッチ |
| 年           | 出場        | 得点        |
| ------------ | ----------- | ----------- |
| 1994         | 1           | 0           |
| 1995         | 5           | 3           |
| 1996         | 5           | 1           |
| 1997         | 5           | 2           |
| 1998         | 11          | 7           |
| 1999         | 8           | 4           |
| 2000         | 14          | 12          |
| 2001         | 9           | 4           |
| 2002         | 6           | 3           |
| 2003         | 11          | 4           |
| 2004         | 4           | 0           |
| 通算         | 79          | 40          |

### 得点
出典
| #   | 開催年月日     | 開催地                                                   | 対戦国         | スコア | 結果         | 試合概要                                |
| --- | -------------- | -------------------------------------------------------- | -------------- | ------ | ------------ | --------------------------------------- |
| 1.  | 1995年3月29日  | ロッテルダム、デ・カイプ                                 | マルタ         | 4-0    | 4-0          | UEFA EURO '96予選                       |
| 2.  | 1995年12月13日 | リヴァプール、アンフィールド                             | アイルランド   | 0-1    | 0-2          | UEFA EURO '96予選                       |
| 3.  | 1995年12月13日 | リヴァプール、アンフィールド                             | アイルランド   | 0-2    | 0-2          | UEFA EURO '96予選                       |
| 4.  | 1996年6月18日  | ロンドン、ウェンブリー・スタジアム                       | イングランド   | 1-4    | 1-4          | UEFA EURO '96                           |
| 5.  | 1997年3月29日  | アムステルダム、アムステルダム・アレナ                   | サンマリノ     | 1-0    | 4-0          | 1998 FIFAワールドカップ・ヨーロッパ予選 |
| 6.  | 1997年9月6日   | ロッテルダム、デ・カイプ                                 | ベルギー       | 2-0    | 3-1          | 1998 FIFAワールドカップ・ヨーロッパ予選 |
| 7.  | 1998年2月24日  | マイアミガーデンズ、プロ・プレイヤー・スタジアム         | メキシコ       | 0-1    | 2-3          | 親善試合                                |
| 8.  | 1998年2月24日  | マイアミガーデンズ、プロ・プレイヤー・スタジアム         | メキシコ       | 0-2    | 2-3          | 親善試合                                |
| 9.  | 1998年6月1日   | アイントホーフェン、フィリップス・スタディオン           | パラグアイ     | 3-1    | 5-1          | 親善試合                                |
| 10. | 1998年6月5日   | アムステルダム、アムステルダム・アレナ                   | ナイジェリア   | 3-0    | 5-1          | 親善試合                                |
| 11. | 1998年6月5日   | アムステルダム、アムステルダム・アレナ                   | ナイジェリア   | 4-0    | 5-1          | 親善試合                                |
| 12. | 1998年7月4日   | マルセイユ、スタッド・ヴェロドローム                     | アルゼンチン   | 1-0    | 2-1          | 1998 FIFAワールドカップ準々決勝         |
| 13. | 1998年7月7日   | マルセイユ、スタッド・ヴェロドローム                     | ブラジル       | 1-1    | 1-1 (PK:4-2) | 1998 FIFAワールドカップ準決勝           |
| 14. | 1999年6月5日   | サルヴァドール、エスタディオ・オクタヴィオ・マンガベイラ | ブラジル       | 2-1    | 2-2          | 親善試合                                |
| 15. | 1999年9月4日   | ロッテルダム、デ・カイプ                                 | ベルギー       | 3-2    | 5-4          | 親善試合                                |
| 16. | 1999年9月4日   | ロッテルダム、デ・カイプ                                 | ベルギー       | 4-4    | 5-4          | 親善試合                                |
| 17. | 1999年9月4日   | ロッテルダム、デ・カイプ                                 | ベルギー       | 5-4    | 5-4          | 親善試合                                |
| 18. | 2000年2月23日  | アムステルダム、アムステルダム・アレナ                   | ドイツ         | 1-0    | 2-1          | 親善試合                                |
| 19. | 2000年3月29日  | ブリュッセル、ボードゥアン国王競技場                     | ベルギー       | 2-1    | 2-2          | 親善試合                                |
| 20. | 2000年3月29日  | ブリュッセル、ボードゥアン国王競技場                     | ベルギー       | 2-2    | 2-2          | 親善試合                                |
| 21. | 2000年5月27日  | アムステルダム、アムステルダム・アレナ                   | ルーマニア     | 2-0    | 2-1          | 親善試合                                |
| 22. | 2000年6月4日   | ローザンヌ、スタッド・オランピック・ドゥ・ラ・ポンテーズ | ポーランド     | 2-1    | 3-1          | 親善試合                                |
| 23. | 2000年6月4日   | ローザンヌ、スタッド・オランピック・ドゥ・ラ・ポンテーズ | ポーランド     | 3-1    | 3-1          | 親善試合                                |
| 24. | 2000年6月16日  | ロッテルダム、デ・カイプ                                 | デンマーク     | 0-1    | 0-3          | UEFA EURO 2000                          |
| 25. | 2000年6月21日  | アムステルダム、アムステルダム・アレナ                   | フランス       | 1-1    | 2-3          | UEFA EURO 2000                          |
| 26. | 2000年6月25日  | ロッテルダム、デ・カイプ                                 | ユーゴスラビア | 1-0    | 6-1          | UEFA EURO 2000準々決勝                  |
| 27. | 2000年6月25日  | ロッテルダム、デ・カイプ                                 | ユーゴスラビア | 2-0    | 6-1          | UEFA EURO 2000準々決勝                  |
| 28. | 2000年6月25日  | ロッテルダム、デ・カイプ                                 | ユーゴスラビア | 4-0    | 6-1          | UEFA EURO 2000準々決勝                  |
| 29. | 2000年10月7日  | ニコシア、GSPスタジアム                                  | キプロス       | 0-4    | 0-4          | 2002 FIFAワールドカップ・ヨーロッパ予選 |
| 30. | 2001年3月24日  | バルセロナ、ミニ・エスタディ                             | アンドラ       | 0-1    | 0-5          | 2002 FIFAワールドカップ・ヨーロッパ予選 |
| 31. | 2001年3月28日  | ポルト、エスタディオ・ダス・アンタス                     | ポルトガル     | 0-2    | 2-2          | 2002 FIFAワールドカップ・ヨーロッパ予選 |
| 32. | 2001年4月25日  | アイントホーフェン、フィリップス・スタディオン           | キプロス       | 3-0    | 4-0          | 2002 FIFAワールドカップ・ヨーロッパ予選 |
| 33. | 2001年6月2日   | タリン、ア・ル・コック・アレーナ                         | エストニア     | 2-3    | 2-4          | 2002 FIFAワールドカップ・ヨーロッパ予選 |
| 34. | 2002年2月13日  | アムステルダム、アムステルダム・アレナ                   | イングランド   | 1-0    | 1-1          | 親善試合                                |
| 35. | 2002年9月7日   | アイントホーフェン、フィリップス・スタディオン           | ベラルーシ     | 2-0    | 3-0          | UEFA EURO 2004予選                      |
| 36. | 2002年11月20日 | ゲルゼンキルヒェン、アレーナ・アウフシャルケ             | ドイツ         | 0-1    | 1-3          | 親善試合                                |
| 37. | 2003年4月30日  | アイントホーフェン、フィリップス・スタディオン           | ポルトガル     | 1-0    | 1-1          | 親善試合                                |
| 38. | 2003年6月7日   | ミンスク、ディナモ・スタジアム                           | ベラルーシ     | 2-0    | 2-0          | UEFA EURO 2004予選                      |
| 39. | 2003年9月6日   | ロッテルダム、デ・カイプ                                 | オーストリア   | 2-1    | 3-1          | UEFA EURO 2004予選                      |
| 40. | 2003年10月11日 | アイントホーフェン、フィリップス・スタディオン           | モルドバ       | 1-0    | 5-0          | UEFA EURO 2004予選                      |

## タイトル

### 選手

#### クラブ
アヤックス・アムステルダム
- オランダ・スーパーカップ 1994, 1995
- エールディヴィジ 1994-95, 1995-96
- UEFAチャンピオンズリーグ 1994-95
- UEFAスーパーカップ 1995
- インターコンチネンタルカップ 1995

FCバルセロナ
- プリメーラ・ディビシオン 1998-99

PSVアイントホーフェン
- エールディヴィジ 2006-07

#### 個人
- オランダ年間若手最優秀選手賞 1995
- ブラヴォー賞 1995
- UEFA EURO 2000得点王
- FIFA100

### 指導者

#### クラブ
ヨング・トゥウェンテ
- Beloften Eredivisie 2011–12